# 超小衛星

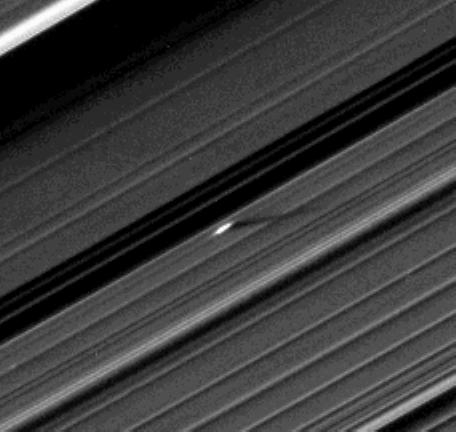
在土星A環的恩克環縫外面，直徑僅400米的超小衛星埃爾哈特。

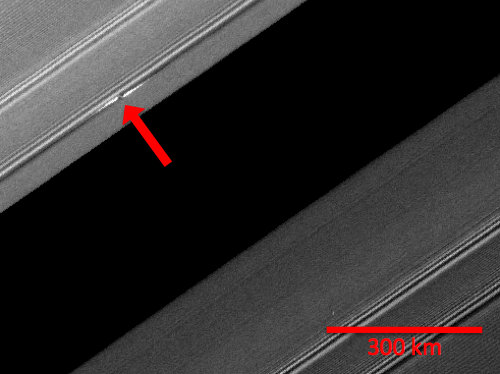
另一張超小衛星埃爾哈特的圖片。

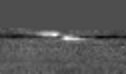
另一顆名為布萊里奧的超小衛星。

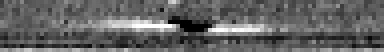
名為桑托斯-杜蒙特的超小衛星

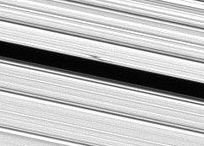
土星A環中的超小衛星。

超小衛星、小月、小天然衛星或小衛星是圍繞行星、矮行星或其它小行星運行，特別小的天然衛星。
直到1995年，超小衛星只是土星F環結構的假設組成部分，但在那一年，地球穿過了土星的環平面。哈伯太空望遠鏡和歐洲南方天文台都捕捉到了在F環附近或附近軌道運行的物體。2004年，卡西尼在F環的外環上捕獲了一個直徑為4-5公里的物體，5小時後又在內F環上捕獲，表明該物體已經繞軌道運行。
幾種不同類型的小衛星被稱為超小衛星：
- 嵌入行星環中的天體帶，尤其是圍繞土星的，例如A環，在B環的S/2009 S 1中（「螺旋槳」超小衛星）[2][3]，以及那些在F環[4]。
- 偶爾會出現小行星衛星，例如(87) 林神星[5]。
- 在木星的衛星阿瑪爾忒亞附近看到的閃光可能是從其表面噴出的碎片[6]。
- 子衛星[7]。

## 進階讀物
- Google Book Search for "moonlet"

## 外部連結
List of moonlets